# Præriegræs
Præriegræs (Schizachyrium) er en slægt med flere end 130 arter, som hovedsagelig er udbredt i klodens tropiske egne, hvor de er knyttet til savanner, klitter og lignende tørre områder. Det er enårige eller flerårige, urteagtige planter med jordstængler eller udløbere. De blomstrende stængler er forgrenede øverst. Bladene er spredstillede, linjeformede og helrandede. Blomstringen sker fra endestillede stande (aks eller klaser), der enten har tvekønnede og hanlige blomster eller tvekønnede og sterile blomster. Blomsterne er 3-tallige og stærkt reducerede, som det er almindeligt hos græsserne. Frugterne er nødder med avner.
| Beskrevne arter |

- Liden Præriegræs (Schizachyrium scoparium)

| Andre arter |

- Schizachyrium brevifolium
- Schizachyrium cirratum
- Schizachyrium condensatum
- Schizachyrium fragile
- Schizachyrium imberbe
- Schizachyrium kelleri
- Schizachyrium maritimum
- Schizachyrium microstachyum
- Schizachyrium pachyarthron
- Schizachyrium paniculatum
- Schizachyrium rhizomatum
- Schizachyrium sanguineum
- Schizachyrium stoloniferum
- Schizachyrium tenerum